# 滑川市立図書館
滑川市立図書館（なめりかわしりつとしょかん）とは、富山県滑川市吾妻町426番地にある公共図書館。

## 概要
1900年、滑川町で富山県内最初と言われる図書館が創立した。一時は小学校の一室を借り、後年を期して会館を建設することになり、1907年頃、滑川町役場の階上に移転。そのまま図書は死蔵されたままとなる。1915年に寺家小学校の1室にて『滑川町青年館附設簡易図書館』が開館。主に夜間、休日に無料開館していた。1916年にはキリスト教宣教師のヘネガー氏が新刊図書200冊分、300円を寄贈した。その後再び校舎が狭くなったため閉鎖したものの、1930年、四間町の佐々関次郎宅の一部を借りて、私立滑川図書館（愛称、佐々図書館）が開館した。
そして、大正デモクラシー以降に滑川町内に相次いで設立された私設図書館（前述の滑川図書館、背山図書館（円照寺内）、香積図書館（立剋寺内））を母体に、1948年5月1日に滑川市立寺家小学校の一室を借りて『滑川町立図書館』として創設した。同年5月に大町の滑川会館、1968年3月1日に市民会館の一室という順番に移転していった（1954年1月に滑川市立滑川中学校の一室にて滑川町図書館として開館していた時期がある他、1962年4月に寺家小学校へ戻っていた時期もある）。1978年の市制25周年記念事業として、1979年10月11日、現在の中央公園内に滑川市立博物館との併設施設『滑川市文化センター』が開館した。その後、2001年7月19日に滑川市立博物館が現在地に移転したことで、同年9月から改修工事を実施し、2002年1月5日以降は図書館の単独施設となった。
2003年3月25日には図書館業務が電算化され、図書館利用カードの更新、インターネットによる蔵書検索などが導入された。2016年度に改修工事を行い、2階に喫茶コーナーおよびテラスが設けられた。

## その他
2023年時点での所蔵資料点数は約14万3千点（うち開架約7万5千点）となっている。
滑川市内には本図書館の他にも、近くに所在する滑川市民交流プラザ2階に、滑川市立こども図書館が入居している（2015年3月25日に開館）。